# Dades obertes

Representació dels proveïdors de dades enllaçades obertes el 2014.

Dades obertes (open data en anglès) són conjunts de dades que es posen a disposició del públic i poden ser reutilitzats i tornats a publicar sense cap restricció. Té un esperit semblant al d'altres moviments "Oberts" i a comunitats com les de codi obert, maquinari lliure, contingut obert o accés obert. La pràctica i la ideologia de les dades obertes en si estan ben establertes de fa temps (per exemple en la tradició mertoniana de la ciència) tot i que el terme «Dades obertes» és recent i associat a internet i a la World Wide Web.
Segons l'Open Knowledge Foundation un contingut per ser obert ha de seguir tres principis: ha de deixar al públic el dret a utilitzar-lo, el dret a reutilitzar-lo i adaptar-lo a les necessitats pròpies i el dret a redistribuir-lo i compartir-lo. L'única restricció és que el producte resultant també ha de seguir el principi de poder ser obert
Les dades són distribuïdes en un format obert que permet la seva manipulació sense cap restricció tècnica amb programari obert i sota una llicència i/o condicions d'ús que no impedeixen als usuaris finals revisar-les, remesclar-les i redistribuir-les a tercers. Les dades haurien de satisfer certes condicions associades a la seva descripció, traçabilitat, qualitat, privacitat i interoperabilitat. En alguns casos les dades obertes es poden considerar més aviat com a Metadades obertes i encara no hi ha una formalització coherent.